# Mikhaïl Perkhine
Mikhaïl Evlampievitch Perkhine (en russe : Михаил Евлампьевич Перхин) est un joaillier russe né le 22 mai 1860 et mort le 28 août 1903 à Saint-Pétersbourg.
C'est l'un des principaux joailliers des ateliers Fabergé et est à ce titre connu pour sa participation à la création des œufs de Fabergé.